# 浄厳

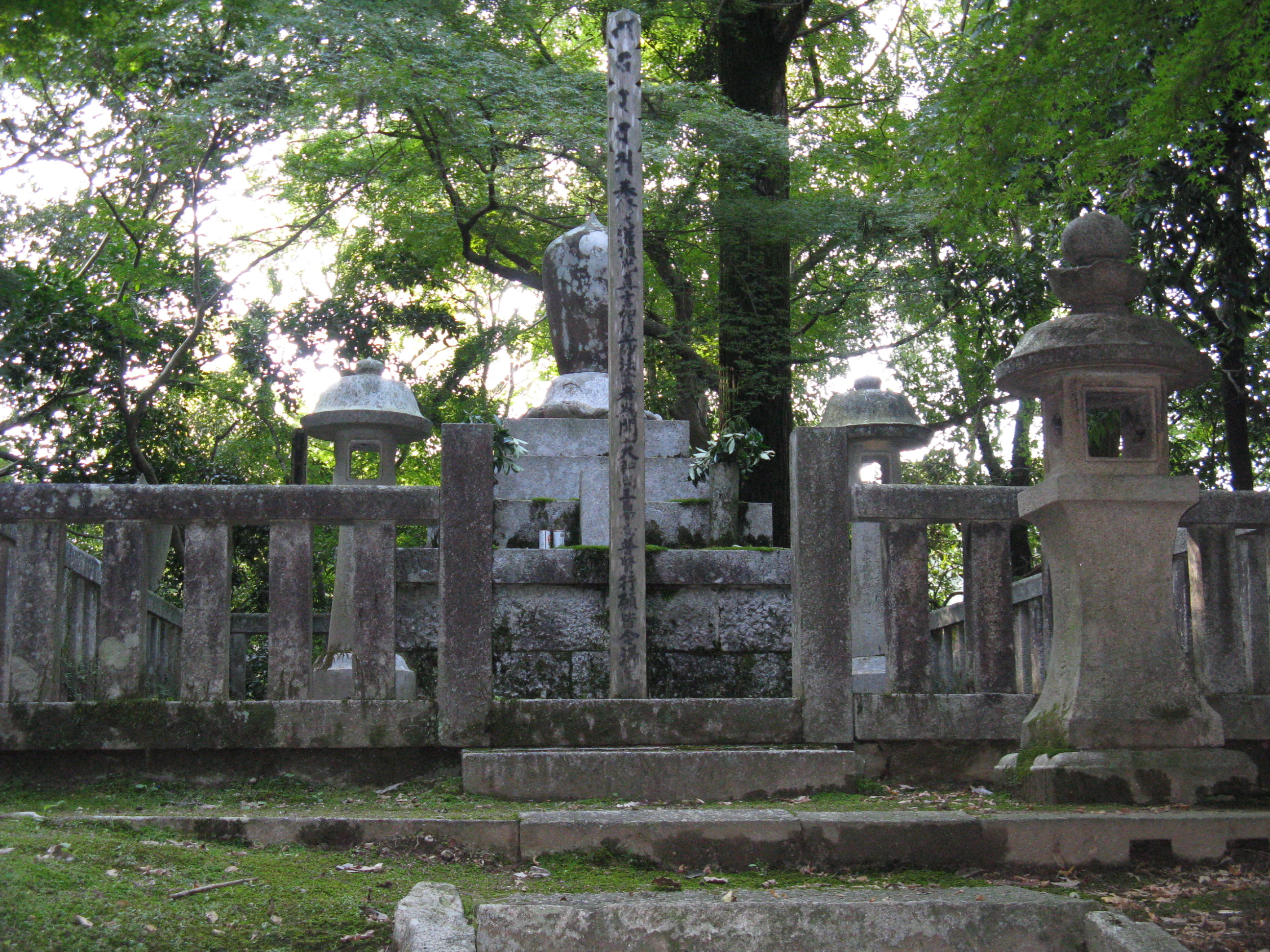
延命寺 にある浄厳の墓

浄厳（じょうごん、寛永16年11月23日（1639年12月17日） - 元禄15年6月27日（1702年7月21日））は、江戸時代中期の真言宗の僧。字は覚彦（かくげん）。号は妙極堂・三等子など。河内国の出身。新安祥寺流の祖。ただし、宗派に関しては彼が公式に「如法真言律宗」という呼称を採用したことから、彼を真言律宗中興の人物として同宗の僧侶とする見解もある。

## 来歴
1639年（寛永16年）河内国錦部郡に生まれる。1648年（慶安元年）高野山で出家し、覚彦房雲農と号す。1658年（万治元年）南院良意から安祥寺流の許可を受けた。1673年（延宝元年）菩薩戒を受けて浄厳と名を改める。畿内において盛んに講筵を開き、また幕府の帰依を受け、1691年（元禄4年）に5代将軍徳川綱吉と柳沢吉保の援助を受けて江戸湯島に霊雲寺を建立した。以来、河内の延命寺と江戸の霊雲寺を拠点に活動した。 
『儀軌』の伝授や悉曇学の再興、庶民の教化に努め、近世期の真言宗の傑僧と評される。弟子に蓮体・慧光・慈妙などがおり、湛海・快円らとも親交を持った。儒学者の森尚謙が師事した。
妙極院（東京都台東区）と延命寺（大阪府河内長野市）に墓地がある。

## 主な著作
- 『悉曇三密鈔』 - 悉曇学書。契沖ら国学者の日本語音韻論に影響を与えた[2][3]。
- 『文選錦字録』
- 『諸真言要集』
- 『法華秘略要鈔』
- 『妙極堂遺稿』 - 詩文集。
- 『別行次第秘記』 - 真言宗の修行に関する最も詳しい解説書であり大山公淳師などを初め現代の真言宗の思想に多大な影響を与えた。
- 『随行一尊供養念誦要記』
- 『念珠略詮』 - 真言宗で用いる念珠に関して最も整理された書。
- 『妙極堂教誡』
- 『真言行者初心修行作法』
- 『通用字輪口訣』- 三密修行のうち意密である字輪観の最も詳しい解説書。
- 『七支念誦随行法口訣』
- 『略念誦法口訣』
- 『真言修行大要鈔』
- 『弁惑指南』- 真言宗に関する疑義などを問答形式で回答したもの。禅宗批判は特に有名。
- 『受法最要』